# Gaya (quatuor)
Pour les articles homonymes, voir Gaya.
Gaya (quatuor)  (en azéri : Gaya 1961-1988) est un quatuor vocal azerbaïdjanais.  Le groupe Gaya comprenait Arif Hadjiyev, Lev Yelisavetski, Rauf Babayev et Tofig Mirzayev. Le groupe interprétait des chansons en azerbaïdjanais, anglais, espagnol, polonais et russe.
En 1961, Rauf Hadjiyev  invite le groupe à travailler dans l'Orchestre Pop d'Etat d'Azerbaïdjan.  Le groupe travaille avec Faradj Garayev, Fikret Amirov, Raouf Hadjiyev, Tofig Guliyev, Vasif Adiguezalov et d'autres compositeurs à différentes époques.

## Formation du groupe
Au début des années 1960, quatre jeunes étudiants au Collège de musique Asaf Zeynalli - Arif Hajiyev, Adil Nazarov, Raouf Babayev et Teymur Mirzayev- décident de créer un quatuor vocal. Les premières représentations du groupe ont lieu dans des réunions d'étudiants et dans de petites salles de l'école de musique.
En 1961, le quatuor est invité à travailler dans le collectif appelé "Gosjazz" de l'Orchestre de variétés d'État d'Azerbaïdjan, dirigé par le compositeur Rauf Hadjiyev. A cette époque, le collectif s'appelle " Quatuor vocal de Bakou". Pendant la période où ils travaillent à l'Orchestre de variétés d'État d'Azerbaïdjan, Adil Nazarov quitte l'équipe en raison de sa situation familiale et il est remplacé par Lev Yelisavetski. Puis, à l'invitation du compositeur Murad Kajlayev, le quatuor se rend au Daghestan. Ici, le groupe se produit accompagné de l'ensemble dirigé par Rafiq Babayev. Plus tard ils rentrent à Bakou et choisissent un nom pour leur quator Gaya (Falaise)

## Concours des vocalistes à Moscou
Le quatuor remporte son premier succès en 1966 au concours de toute l'Union pour la "Meilleure performance de chanson soviétique" qui se tient à Moscou. Après avoir reçu une invitation 25 jours avant le début du concours, Gaya parvient à préparer 10 chansons pour le concours et remporte une brillante victoire. 

## Ensemble "Gaya"
Groupe "Gaya" au Palais des Chirvanchahs
En 1972, par décision du Conseil des ministres de la RSS d'Azerbaïdjan et du ministère de la Culture, le quatuor "Gaya" reçoit le statut d'ensemble d'État. La même année, "Gaya" décide de créer son propre programme de spectacles et invite Mark Rozovsky et Yuli Gusman à écrire le scénario. Le programme du spectacle comprend une suite de l'opéra rock Jesus Christ — Superstar. Le groupe devient un sextet d'un quatuor : Tamilla Agamiyeva et Galina Barinova sont invitées dans le groupe. Dans le groupe, Rauf Babayev joue le rôle de Jésus, Lev Elisavetsky joue le rôle de Judas et Galina Barinova joue Magdalena. Le créateur de mode Viatcheslav Zaïtsev (couturier)prépare les vêtements pour l'ensemble.
Plus tard, la première du spectacle du groupe intitulé "Огни большого города" (en azéri : Flammes de la grande ville) a lieu au Palais de la République à Bakou. Le programme, composé de plusieurs parties,  dure trois heures. Le programme comprend des chansons folkloriques azerbaïdjanaises, de la musique des peuples de l'URSS, ainsi que des parodies amicales des collègues du groupe. Le programme se termine par un grand sketch Vieux Baku. Avec ce programme de spectacles, Gaya se produit dans d'autres villes de l'URSS, ainsi qu'en Europe de l'Est.
Dans les années 1970, l'ensemble se produit au Jazz College de Houston, aux États-Unis. Après la tournée américaine le groupe  fait une tournée à Cuba.
En 1979, Lev Yelisavetsky quitte le groupe , et il est remplacé par Djavan Zeynalli

## Dissolution du groupe
Dans les années 1980, la composition du groupe change  fréquemment. En 1985, un orchestre de jazz et de chambre est créé sous Gaya et Gaya a été appelé un ensemble d'État symphonique pop. En 1981, un autre chanteur, Rauf Aliyev, a été ajouté à l'ensemble. Après que Rauf Aliyev ait quitté le groupe en 1988, sa place a été prise par Abbas Ahmed, qui a travaillé dans le groupe. Plus tard, un groupe de rock nommé "Talisman" a été formé sous l'ensemble.
En 2001, le directeur artistique de l'ensemble, Teymur Mirzayev, s'installe en Israël. Après cela, l'ensemble cesse ses activités, mais plus tard, il devient  l'Ensemble "Gaya" d'Etat d'Azerbaïdjan.
En 2012, un concert dédié au 50e anniversaire du quatuor vocal Gaya se tient dans la salle de théâtre de la Maison internationale de la musique de Moscou.